# Корвей

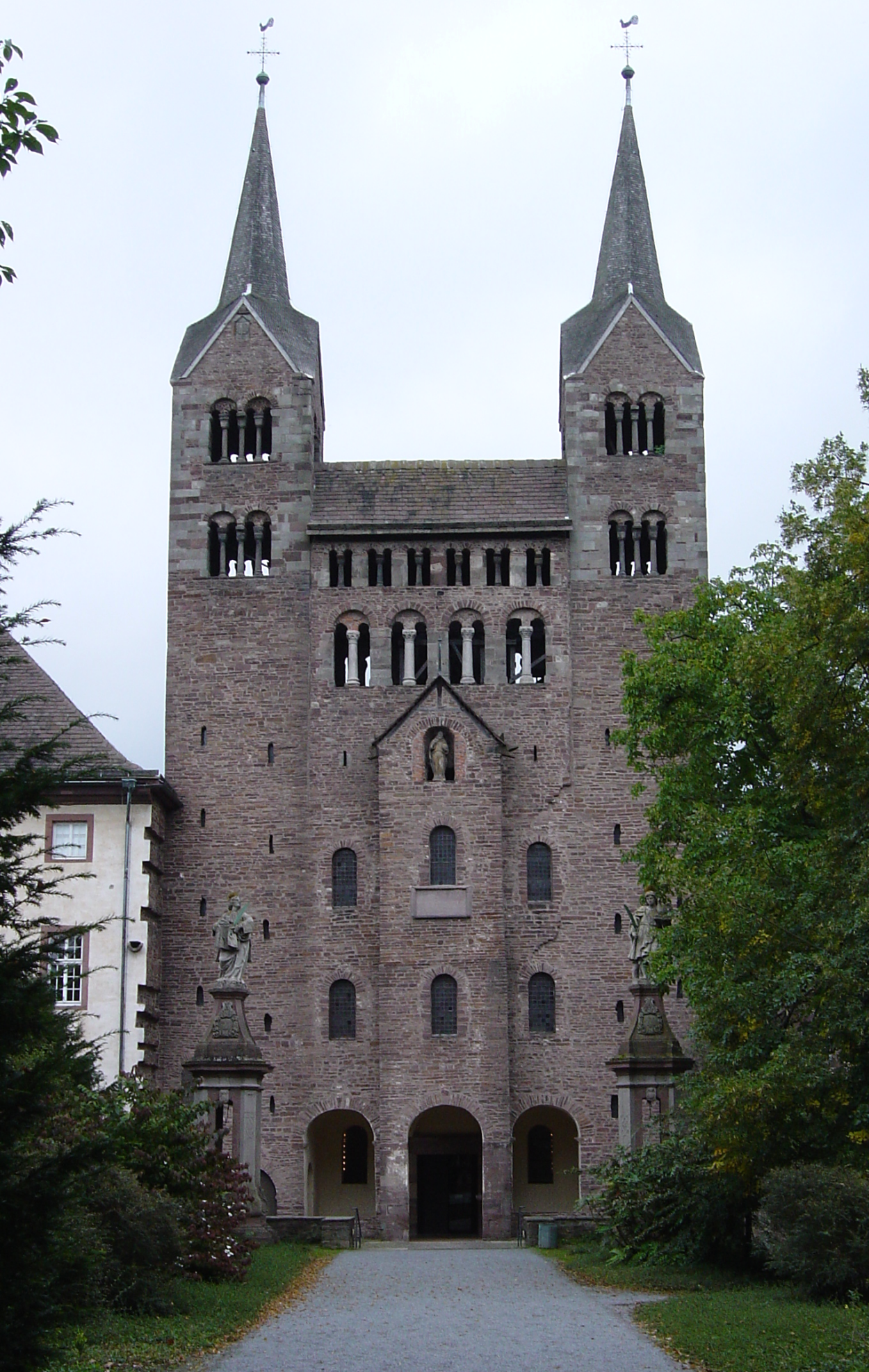
Вестверк аббатства (873-85) — старейший из сохранившихся — в 2014 году объявлен памятником Всемирного наследия

Княжество-аббатство Корвей (нем. Fürstabtei Corvey) — бывшее имперское аббатство ордена св. Бенедикта в Германии, на реке Везер, в 2 км к северо-востоку от города Хёкстер.
При покровительстве Людовика Благочестивого монастырь основали в 815 году два внука Карла Мартелла по имени Вала и Аделард, прибывшие из Корбийского аббатства в Пикардии, которое было основано королевой Батильдой. Нижнесаксонскую обитель на первых порах называли «новым Корби», затем это название видоизменилось в «Корвей». В 822 году монастырь был переведён на нынешнее место.
Корвей стоял на одной из самых людных дорог средневековой Германии, Хеллвеге, и оттого часто видел в своих стенах германских монархов, которые одаряли его привилегиями. В частности, он первым к востоку от Рейна и к югу от Фризии стал чеканить монеты. Монастырская церковь св. Петра, принадлежащая ко времени последних Каролингов, была перестроена при аббате Вибальде в середине XII века. Это один из древнейших памятников монастырского зодчества на территории Центральной Европы.
В Средние века Корвей превратился в крупный культурный центр, где получили образование саксонский историк Видукинд Корвейский и миссионер Ансгар, крестивший скандинавов. Здесь имелся скрипторий, велось летописание (см. Корвейские анналы). Монастырская библиотека хранила бесценные рукописи, включая пять первых книг «Анналов» Тацита.
С XV века начался упадок аббатства. Тем не менее в 1792 году статус имперского аббатства Корвей был повышен папой до княжества-епископства, которое было ликвидировано при наполеоновской секуляризации (1803). После наполеоновских войн Корвей и его землевладения оказались в руках ландграфов Гессен-Ротенбургских, которые перестроили здания аббатства в княжескую резиденцию. В 1840 году титул князя Корвейского и герцога Ратиборского получил принц Виктор Гогенлоэ-Шиллингсфюрст (нем.) — старший брат Хлодвига фон Гогенлоэ, будущего канцлера Германской империи.
Библиотека аббатства была рассеяна между книжными собраниями княжеских семейств. Ныне в бывшем аббатстве хранится 67000 томов, в основном на немецком, французском и английском языках. Одной из самых примечательных особенностей коллекции является большое число английских романов, и некоторые из них уникальные экземпляры.

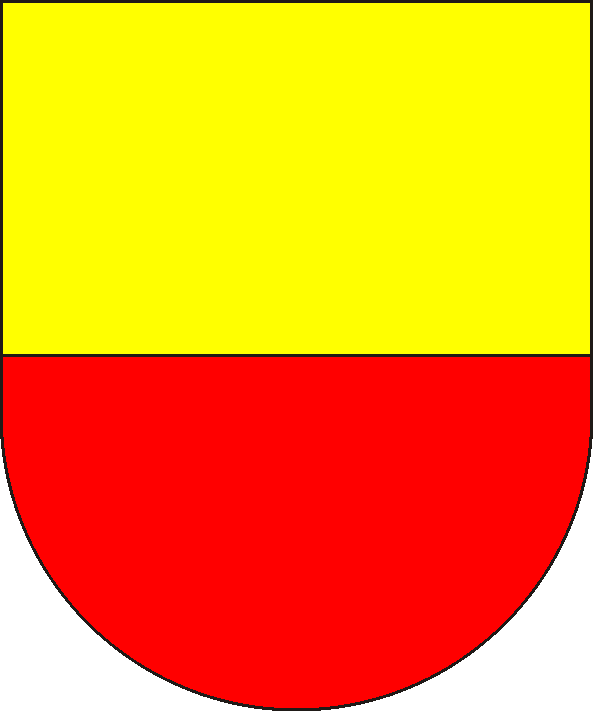
Геральдические цвета
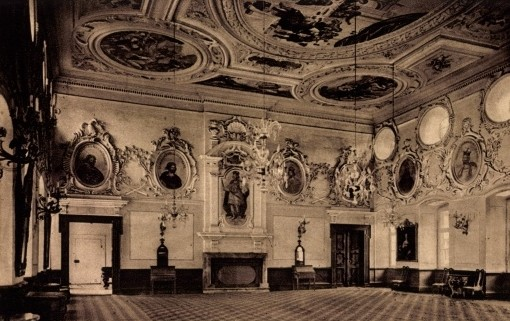
Императорский зал
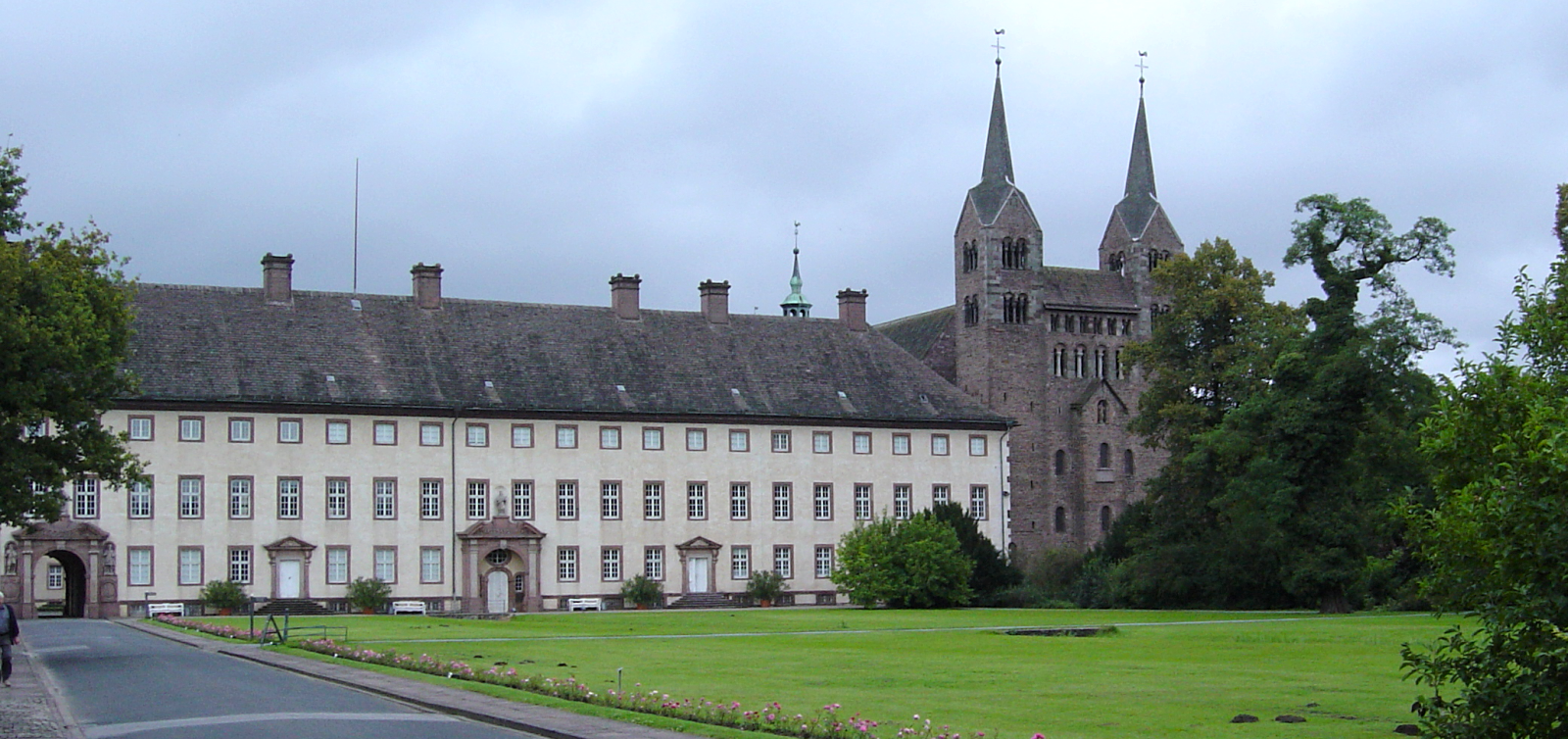
Корвей сегодня